# There
There és una sèrie de 20 dibuixos de mides diverses feta per Anne-Lise Coste l'hivern de 2010 i que actualment forma part de la col·lecció permanent del MACBA.

## Autora
Anne-Lise Coste va néixer a Marsella (França) el 1973. Formada en aquesta ciutat i també a Zúric (Suïssa), viu i treballa a Nova York. A través de dibuixos i textos, i amb la immediatesa del grafit, aquesta artista combina l'expressió d'estats anímics subjectius amb la crítica social i política. Amb un llenguatge de filiació dadaista i imatges d'intens lirisme, les seves obres traspuen ironia, rebel·lió i emotivitat. Anne-Lise Coste es val de composicions aparentment decoratives per crear un repertori d'ansietats contemporànies.

## Història
A l'hivern del 2010, Anne-Lise Coste (Marsella, 1973) es va tancar durant cinc dies per evocar els cinc anys d'adolescència en què havia estat sotmesa a un tractament clínic. Va ser un exorcisme personal que es va plasmar en una sèrie de dibuixos que despleguen de forma obsessiva un mateix tema: l'arquitectura hospitalària i l'atmosfera de clausura que conservava la memòria personal de l'artista. Com en altres obres d'aquesta artista francesa establerta a Nova York, el gest immediat del dibuix combina una forta càrrega poètica amb un element de crítica social. En aquest cas, respecte a la gestió de la malaltia i als espais clínics tancats.

## Descripció i anàlisi

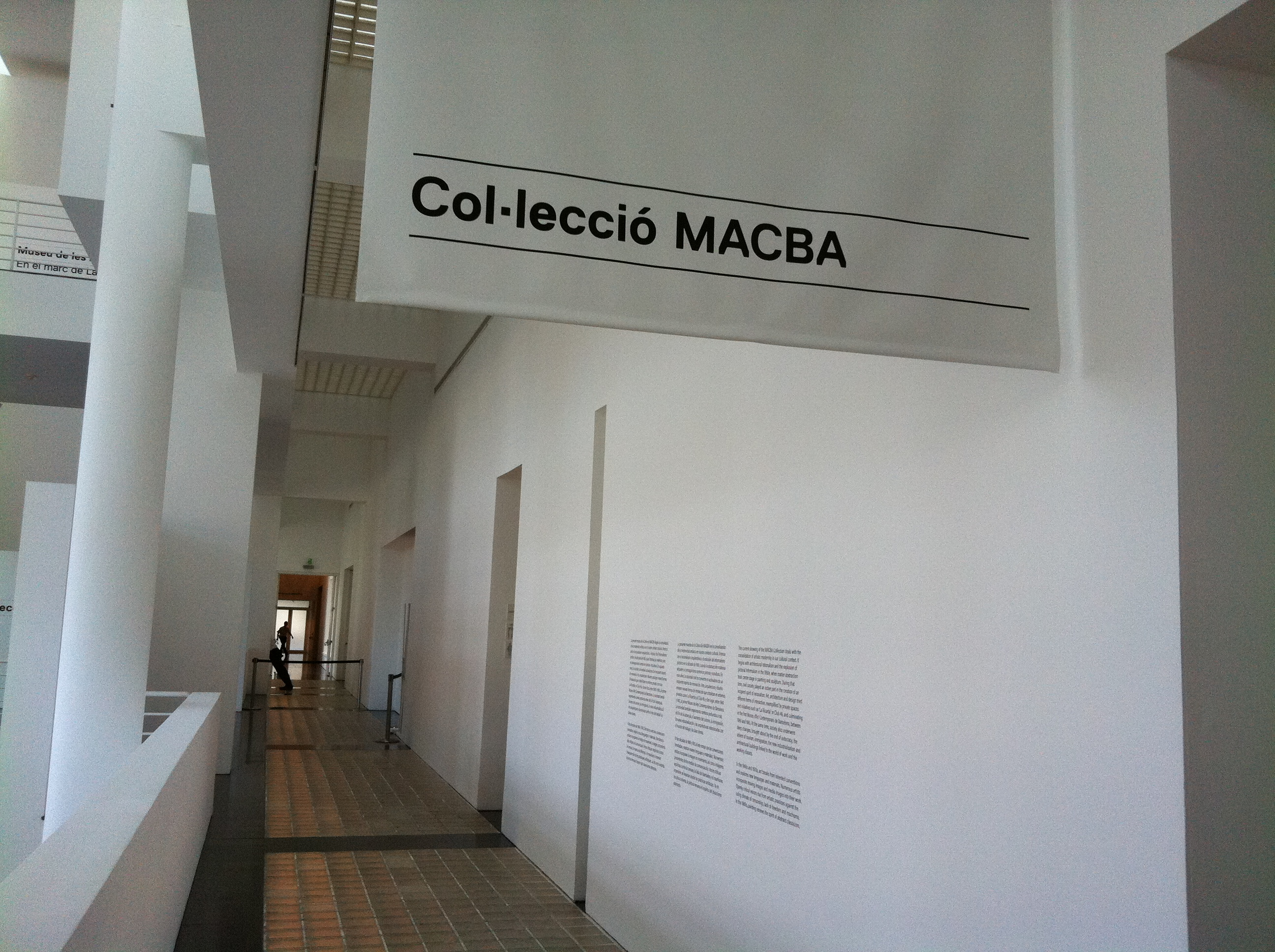
El Museu d'Art Contemporani de Barcelona, on es conserva l'obra

El títol de les obres (tots els dibuixos porten el mateix títol, There) sintetitza el component emotiu de les imatges: «allà». Les imatges mostren un únic escenari: l'arquitectura hospitalària. I així, amb un traç molt auster de línies anguloses i cossos geomètrics, s'hi mostra l'habitació, el llit, les creus, la repetició carcerària de les habitacions i una torre exterior amb una xemeneia de totxo. El resultat és una atmosfera freda i distant, però alhora opressiva i angoixant. En alguns dibuixos, per mitjà de gargots i taques, la mateixa artista s'hi autorepresenta.
Tot i que els dibuixos mostren amb nuesa una experiència vital dolorosa, la lectura personal no esgota l'obra. La sèrie no és cap reconstrucció documental de l'episodi biogràfic ni evoca cap fantasia específica. Es posa l'èmfasi, d'una manera explícita i radical, en la reproducció d'una experiència en l'espai: l'habitació no es mostra com un espai propi i de recolliment, sinó com un lloc inhòspit, poblat de remors interiors.
Com en altres obres, el dibuix té un pes fonamental en el treball d'Anne-Lise Coste, així com l'univers quotidià, que passa a ser la matèria primera de l'artista. Però els dibuixos hospitalaris renuncien a l'ús de la paraula. Aquesta vegada no li calen frases fragmentades ni paraules repetides per ser contundent. L'autoretrat és un exercici de memòria personal i, alhora, una visió crítica del tractament social de la malaltia. En aquest sentit, enllaça amb bona part de les seves obres, en què sovint evoca el passat i la infància per desmantellar l'autoritat parental i mostrar els límits de l'educació. A través d'una vivència personal, l'artista planteja temes universals.